# Campionato jugoslavo maschile di pallanuoto d'inverno
Il campionato jugoslavo di pallanuoto d'inverno (in serbo Зимско првенство Југославије у ватерполу?, Zimsko prvenstvo Jugoslavije u vaterpolu) fu la competizione pallanuotistica invernale per squadre maschili di club in Jugoslavia. A differenza del campionato jugoslavo maschile di pallanuoto che si teneva in piscine all'aperto durante i mesi primaverili, questa competizione si teneva nei mesi invernali nelle piscine al chiuso.
La prima competizione si è svolta nel 1959 e l'ultima nel 1972, quando la competizione fu sostituita dalla Coppa di Jugoslavia
Gli ultimi campioni jugoslavi d'inverno, nonché i più titolati, sono stati i serbi del Partizan con 6 titoli vinti.

## Albo d'oro
- 1959:  Jadran H.N.
- 1960:  Mladost
- 1961:  Mladost
- 1962:  Mladost
- 1963:  Partizan
- 1964:  Mladost
- 1965:  Partizan

- 1966:  Medveščak
- 1967:  Jadran Spalato
- 1968:  Partizan
- 1969:  Partizan
- 1970:  Mladost
- 1971:  Partizan
- 1972:  Partizan

## Vittorie per squadra
| Squadra        | Vittorie |
| -------------- | -------- |
| Partizan       | 6        |
| Mladost        | 5        |
| Jadran H.N.    | 1        |
| Jadran Spalato | 1        |
| Medveščak      | 1        |